# Tiếng Đường Uông
Tiếng Đường Uông (tiếng Trung: 唐汪话; bính âm: Tángwànghuà) là một dạng tiếng Quan Thoại chịu ảnh hưởng lớn từ ngôn ngữ Mông Cổ Đông Hương. Ngôn ngữ này được nói ở khoảng hơn chục ngôi làng ở huyện tự trị Đông Hương, tỉnh Cam Túc, Trung Quốc. Nhà ngôn ngữ học Mei W. Lee-Smith gọi ngôn ngữ creole này là "tiếng Đường Uông" (tiếng Trung: 唐汪话), dựa theo tên của hai ngôi làng lớn nhất (Đường Gia 唐家 và Uông Gia 汪家, một phần của trấn Đường Uông) nơi nó được sử dụng.

## Người sử dụng
Theo Lee-Smith (1996), tiếng Đường Uông được nói bởi khoảng 20.000 người sống ở phía đông bắc của huyện tự trị Đông Hương (trấn Đường Uông), những người này tự nhận mình là người Đông Hương (Santa) hoặc Hồi. Người nói tiếng Đường Uông không nói tiếng Đông Hương.

## Miêu tả
Ngôn ngữ Đường Uông chủ yếu sử dụng các từ và hình vị tiếng Quan Thoại với ngữ pháp Đông Hương. Bên cạnh những từ mượn Đông Hương, tiếng Đường Uông còn có một lượng đáng kể từ mượn tiếng Ả Rập và Ba Tư.
Giống như tiếng Quan Thoại tiêu chuẩn, Đường Uông là một ngôn ngữ có thanh điệu. Tuy nhiên, các tiểu từ không mang thanh điệu. Chúng thường được vay mượn từ tiếng Quan Thoại nhưng sử dụng theo cách mà các hình vị Đông Hương sẽ được sử dụng trong tiếng Đông Hương.
Ví dụ: trong khi hậu tố số nhiều tiếng Quan thoại -men (们) chỉ được sử dụng rất hạn chế (nó có thể được dùng với đại từ nhân xưng và một số danh từ liên quan đến người), tiếng Đường Uông sử dụng nó ở dạng -m phổ biến, theo cách mà tiếng Đông Hương sẽ dùng -la. Đại từ tiếng phổ thông ni (你) có thể được sử dụng trong tiếng Đường Uông như một hậu tố sở hữu (có nghĩa là "của bạn").
Không giống như tiếng Quan Thoại, nhưng giống như Đông Hương, tiếng Đường Uông cũng có các cách ngữ pháp (nhưng chỉ có bốn thay vì tám ở Đông Hương).
Trật tự từ của tiếng Đường Uông giống như dạng chủ–tân–động của tiếng Đông Hương.
Tiếng Đường Uông kết hợp các đặc điểm của tiếng Quan Thoại và tiếng Mông Cổ Đông Hương. Ngôn ngữ lai ghép này là biểu tượng của sự pha trộn ngôn ngữ. Theo Lee-Smith, sự pha trộn là do Con đường tơ lụa gây ra.